# Le Journal intime d'un pécheur
Pour plus de détails, voir Fiche technique et Distribution.
Le Journal intime d'un pécheur (Osobisty pamiętnik grzesznika przez niego samego spisany) est un film polonais réalisé par Wojciech Has, sorti en 1986.
C'est l'adaptation du roman Confession du pécheur justifié de James Hogg.

## Fiche technique
- Titre original : Osobisty pamiętnik grzesznika przez niego samego spisany
- Titre français : Le Journal intime d'un pécheur
- Réalisation : Wojciech Has
- Scénario : Michal Komar d'après James Hogg
- Photographie : Grzegorz Kędzierski (pl)
- Montage : Barbara Lewandowska-Conio et Wanda Zeman
- Musique : Jerzy Maksymiuk
- Pays d'origine : Pologne
- Format : Couleurs - 35 mm - 2,35:1 - Mono
- Genre : drame
- Durée : 114 minutes
- Date de sortie :
  - Pologne : 20 octobre 1986

## Distribution
- Piotr Bajor : Robert
- Maciej Kozłowski : l'étranger
- Janusz Michałowski : pasteur
- Hanna Stankówna : Rabina
- Ewa Wiśniewska : Laura
- Franciszek Pieczka : Logan
- Anna Dymna : Dominika
- Katarzyna Figura : Cyntia
- Jan Jankowski : Gustaw